# Gastronorm

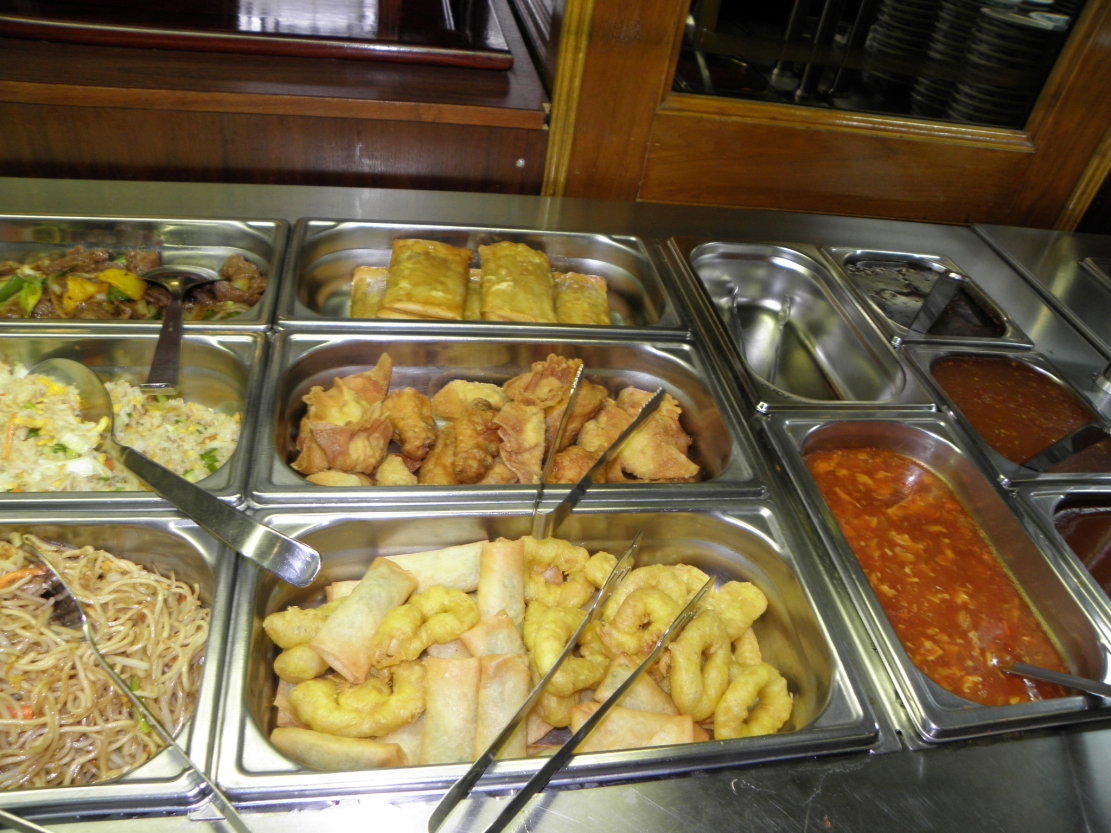
Verschiedene Größen von Gastronormbehältern in einer heißen Theke

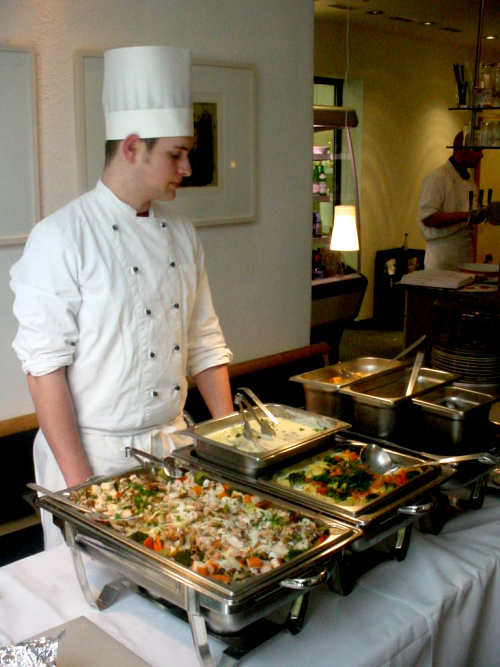
Verwendung in der Gastronomie

Gastro-Norm (GN) ist ein weltweit gebräuchliches Behältersystem für Lebensmittel mit ausgerundet quaderförmigen Schalen mit oben eben auslaufendem Rand, das durch die Verwendung genormter Größen einen einfachen Austausch dieser Behälter ermöglicht und in lebensmittelverarbeitenden Betrieben sowie Großküchen Verwendung findet. Festgelegt wurde dieser Standard am 17. November 1964 vom Schweizer Verband für Spital-, Heim- und Gemeinschaftsgastronomie und dem Schweizer Hotelierverein. Seit 1993 gibt es auch eine entsprechende Europäische Norm EN 631-1:1993 Werkstoffe und Gegenstände in Kontakt mit Lebensmitteln – Speisenbehälter.

## Gastronorm-Behälter
Ein Gastronorm-Behälter ist ein Behälter, der sich vorwiegend zum Bereithalten von warmen und kalten Speisen, aber auch zum Aufbewahren und Aufräumen von Speisen eignet. Gastronorm-Behälter kommen in der Gastronomie u. a. in heißen Theken, Öfen, Kochkesseln, Kombidämpfern, in Kühlschränken und Tiefkühlgeräten zum Einsatz.
Die Behälter sind aus Chromnickelstahl, Aluminium, Glas, Porzellan oder Kunststoff und können am Boden und den Seitenwänden auch gelocht sein. Als Griff kommt ein Stapelklappengriff zur Anwendung oder der Behälter ist grifflos und wird am vorstehenden Rand erfasst und getragen. Ebenso stehen verschiedene Deckel zur Auswahl (Flach-, Scharnier-, Dom- und Steckdeckel), die auch mit einem Ausschnitt für ein Vorlegebesteck versehen sein können.
Gastronorm-Behälter sind grundsätzlich ineinander stapelbar, spülmaschinenfest und so robust, dass sie auch bei täglicher intensiver Benutzung in einer Großküche lange halten. Obwohl die Kunststoffgefäße leichter verschleißen, sind auch sie für viele Jahre regelmäßige Benutzung ausgelegt.

## Eigenschaften
Dabei können die dem Standard entsprechenden Behälter auf verschiedene Weisen in eine ebenfalls dem Standard entsprechende Theke eingesetzt bzw. eingehängt werden. Neben Theken sind auch Kühlhäuser oder Lagerregale, welche zu den Gefäßen passen, erhältlich. Auch der Austausch von Behältnissen, ähnlich wie bei Europaletten, ist üblich. So kann z. B. ein Lieferant ein mit Lebensmitteln gefülltes Gefäß abliefern und nimmt im Gegenzug ein leeres Gefäß gleicher Größe mit.
Das Grundmaß Gastro-Norm (GN) 1⁄1 beträgt 325 mm × 530 mm, im Seitenverhältnis eine Annäherung an den Goldenen Schnitt. Kleinere Maße werden in Brüchen relativ zur Fläche des Grundmaßes angegeben. Folgende Größen sind üblich:
| Bezeich- nung | L/GL: B/GB | L(änge) (mm) | B(reite) (mm) | Fläche (dm²) | Seiten- verhältnis L/B |
| ------------- | ---------- | ------------ | ------------- | ------------ | ---------------------- |
| 2⁄1           | 1:2        | 530          | 650           | 34,5         | 1,23                   |
| 1⁄1           | 1:1        | 530          | 325           | 17,2         | 1,63                   |
| 2⁄3           | 2⁄3:1      | 354          | 325           | 11,5         | 1,09                   |
| 1⁄2           | 1⁄2:1      | 265          | 325           | 08,6         | 1,23                   |
| 1⁄3           | 1⁄3:1      | 176          | 325           | 05,7         | 1,85                   |
| 1⁄4           | 1⁄2:1⁄2    | 265          | 162           | 04,3         | 1,63                   |
| 1⁄6           | 1⁄3:1⁄2    | 176          | 162           | 02,9         | 1,09                   |
| 1⁄9           | 1⁄3:1⁄3    | 176          | 108           | 01,9         | 1,63                   |
| 2⁄4           | 1:1⁄2      | 530          | 162           | 08,6         | 3,27                   |
| 2⁄8           | 1⁄4:1      | 132          | 325           | 04,3         | 2,46                   |

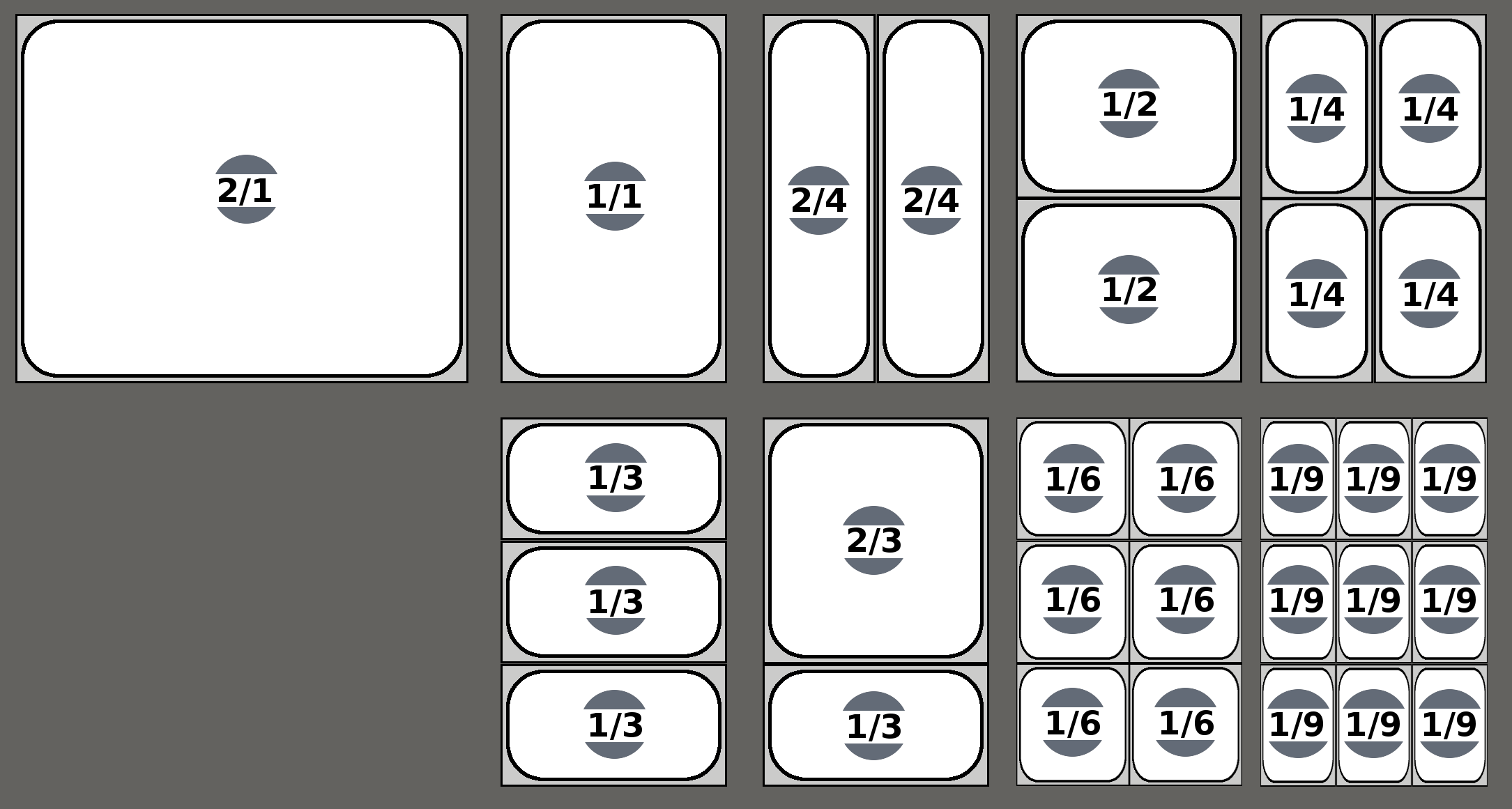
Gastronorm-Größen – Breitenmaße sind im Bild horizontal orientiert

Die Größen 2⁄4 bzw. 2⁄8 sind dabei zwar jeweils flächengleich mit 1⁄2 bzw. 1⁄4, jedoch nicht deckungsgleich. Durch eine andere Teilung ergibt sich zwar die gleiche Relation zum Grundmaß, aber andere Außenabmessungen (und demnach andere Kombinationsmöglichkeiten).
Ein 1⁄1-Warmhaltebehälter lässt sich daher beispielsweise unterteilen in:
- 1⁄2 + 1⁄2
- 2⁄3 + 1⁄3
- 2⁄3 + 1⁄6 + 1⁄6
- 1⁄3 + 1⁄6 + 1⁄6 + 1⁄9 + 1⁄9 + 1⁄9

Beschränkungen bestehen dabei praktisch nur in der Konstruktion der Theke, welche das Einhängen von Gastronorm-Behältern nicht immer in allen Varianten ermöglicht.
Die Einsätze sind in verschiedenen Tiefen erhältlich. Gastronorm-Behälter werden mit Tiefen von 20, 40, 50, 65, 90, 100, 140, 150, 190 und 200 mm hergestellt.
Schon ein Viertel-Behälter (Typ 1⁄4) weist netto etwa 3 dm2 Fläche auf. Ist ein solcher, ausreichend tiefer, 100 mm hoch gefüllt, enthält er etwa 3 Liter Volumen. Bei flüssiger Füllung muss, je nach Viskosität des Inhalts, mit deutlichem Schwappen gerechnet werden. Stückige, feste Inhalte (z. B. Reis, Kartoffel, Salat) können jedoch deutlich höher als randhoch aufgehäuft werden.

## Normung
Gastronorm-Behälter sind seit 1993 auch nach der europäischen Norm „Gastro-Norm“ EN 631 genormt, welche in Deutschland auch als DIN EN 631 in einzelnen Teilen gültig ist. Zusätzlich gilt in Deutschland die DIN-Norm DIN 66075.
Übersicht der gültigen DIN-Normen mit Ausgabe-Monat und -Jahr:
- DIN EN 631-1 Werkstoffe und Gegenstände in Kontakt mit Lebensmitteln; Speisenbehälter; Teil 1: Maße der Behälter; Ausgabe 1994-01
- DIN EN 631-2 Werkstoffe und Gegenstände in Kontakt mit Lebensmitteln; Speisenbehälter; Teil 2: Maße des Zubehörs und der Auflagen; Ausgabe 1999-09
- DIN 66075-5 Einrichtungen für die Gastronomie; Spülbecken, Maße; Ausgabe 1975-07
- DIN 66075-7 Einrichtungen für die Gastronomie; Ausschnitte für Einsätze; Ausgabe 1977-12
- DIN 66075-8 Einrichtungen für die Gastronomie; Geschirrkorb, Maße; Ausgabe 1977-12

## Einsatzmöglichkeiten
- Koch- und Druckkochapparate, besonders Öfen.
- Wasserbad (Bain-Marie) z. B. heiße Theken und Selbstbedienungsanlagen
- Kühl- und Tiefkühlschränke
- Schubladen und Schrankeinbauten
- Arbeitskorpusse
- Buffetunterbauten
- Transport- und Lagereinheiten
- Lagergestelle
- Speisenaufzüge

## Vorteile
- Rationalisierung der Produktion
- Behälter einer Größe sind dank Konizität übereinander/ineinander raumsparend stapelbar
- Größe (Fläche) und Tiefe der Einsätze sind in vielen Varianten wählbar
- Verwendung derselben Einheit für Transport, Produktion und Lagerung und Präsentation
- Vereinfachung der innerbetrieblichen Transporte
- Austauschbarkeit der Einbauelemente
- Übereinstimmung mit Maschinen und Apparaten

## Nachteile
- Genormt sind nur die Außenmaße der Behälter.
- Längen- und Breitenraster sind unterschiedlich groß, die Rasterung ist also richtungsorientiert.[4]
- Behälter unterschiedlicher Hersteller weisen meist unterschiedliche Kantenradien (Ausrundung) auf.
- Es sind nur Behälter genau einer Größe und im Allgemeinen eines Herstellers eng formschlüssig stapelbar
- Werden hohe Stapel gebildet, neigen sich diese und es beginnen sich die untersten Gefäße durch das ansteigende Gewicht des Stapels zu verklemmen.
- Zum Ineinanderstellen von Gefäßen verschiedener Grundfläche werden diese mitunter gedreht und müssen später zum rastergerechten Anordnen wieder neu orientiert werden.